# 계쟁권리
계쟁권리(係爭權利)라 함은 현재 소송 등 공적인 분쟁처리절차가 계속 중인 사건의 목적이 되는 권리를 말하는 것으로, 변호사는 타인으로부터 이러한 권리를 넘겨받아 사건에 개입하거나 이익을 도모해서는 아니된다(변호사법 제32조 계쟁권리의 양수 금지). 여기서 계쟁(係爭)이라 함은 어떤 목적물의 권리를 얻기 위한 당사자 간의 다툼을 말하며, 계쟁물(係爭物)이라 함은 그 다툼의 목적물을 말한다.